# Tomáš Mičola
Tomáš Mičola (* 26. září 1988 Opava) je český fotbalový záložník či útočník a bývalý mládežnický reprezentant, od března 2025 působící v klubu FK ISMM Město Albrechtice . Mimo Česko působil na klubové úrovni ve Francii.

## Klubová kariéra
Svoji fotbalovou kariéru začal v Opavě, odkud v průběhu mládeže zamířil do Baníku Ostrava. V roce 2006 se propracoval do prvního mužstva. V létě 2010 zamířil do francouzského klubu Stade Brestois, který se pro něj stal prvním zahraničním angažmá. Ve Francii se však neprosadil a před návratem do Baníku Ostrava dal přednost konkurenční SK Slavia Praha.

### SK Slavia Praha
V srpnu 2012 odešel do Slavie Praha, kde podepsal dvouletý kontrakt s následnou opcí. 22. května 2013 vstřelil hattrick v ligovém utkání proti Dynamu České Budějovice a zařídil tak výhru pražského celku 3:0. I tento výkon mu pomohl k zisku ocenění „Hráč měsíce Gambrinus ligy“ za květen 2013. V následujícím roce jej však provázela zranění a objevoval se na hřišti jen sporadicky. Začátkem září 2015 kvůli svým častým zdravotním problémům ve Slavii skončil.

### FC Baník Ostrava (návrat)
V září 2015 se po pěti letech vrátil do FC Baník Ostrava. V červnu 2018 mu zde skončila smlouva.

### FC Zbrojovka Brno
Po konci v Baníku Ostrava zkoušel štěstí v druholigové Zbrojovce Brno. Na testech ovšem ze zdravotních důvodů neuspěl.

### SK Dětmarovice
Od září 2018 do listopadu 2019 působil v divizním týmu SK Dětmarovice.

### FC Odra Petřkovice
V jarní části sezony 2019-20 si střihl krátkou epizodu v ostravském týmu Odra Petřkovice hrajícím Moravskoslezskou fotbalovou ligu. Odehrál zde však pouze 1 zápas.

### SFC Opava B
Poté se vrátil do rodné Opavy, kde hrál za B mužstvo Divizi F.

### SK Hranice
V březnu 2023 přestoupil do třetiligového SK Hranice.

## Reprezentační kariéra
Tomáš Mičola reprezentoval Českou republiku v mládežnických výběrech od kategorie do 16 let.
Byl součástí mládežnického reprezentačního týmu ČR do 20 let, který na Mistrovství světa hráčů do 20 let 2007 konaného v Kanadě získal stříbrné medaile, když ve finále podlehl Argentině 1:2. Tomáš se gólově prosadil v semifinále proti Rakousku, kde ve 4. minutě otevíral skóre utkání (skončilo vítězstvím českého celku 2:0).

### Reprezentační góly
Góly Tomáše Mičoly v české reprezentaci do 21 let
| Gól | Datum      | Stadion              | Soupeř     | Skóre (min.) | Výsledek | Soutěž          |
| --- | ---------- | -------------------- | ---------- | ------------ | -------- | --------------- |
| 010 | 9. 2. 2011 | Waalwijk, Nizozemsko | Nizozemsko | 00:10 (78.)  | 0:1      | přátelský zápas |